# Кебезень
Кебезень (рос. Кебезень) — село Турочацького району, Республіка Алтай Росії. Входить до складу Кебезенського сільського поселення.
Населення — 639 осіб (2015 рік).